# Галогенпероксидаза
Галогенпероксидазы — ферменты, осуществляющие электрофильное присоединение галогена к органическому субстрату и восстановление пероксида водорода до воды. Галогенпероксидазы разнообразны и неродственны друг другу. Их можно разделить на две основные группы: те, что имеют гем в качестве кофактора, и те, что содержат катион ванадия. Были также обнаружены некоторые галогенпероксидаы, не имеющие кофермента.

## Гемсодержащие галогенпероксидазы

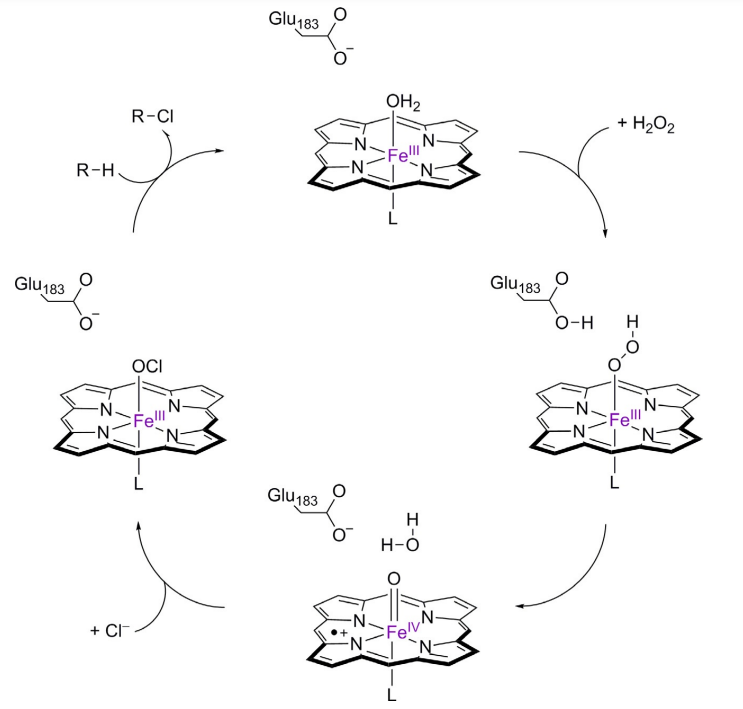
Каталитический механизм галогенпероксидазы. Источник:

Галогенирование происходит по следующему механизму. В состоянии покоя с трёхвалентным железом связана молекула воды. Её вытесняет пероксид водорода, который затем депротонируется остатком глютаминовой кислоты. Образуется железо(III)-гидропероксокомплекс. Эта структура протонируется глутаминовой кислотой, отсоединяется молекула воды и образуется комплекс с четырёхвалентным железом. Этот комплекс связывает галогенид-ион, окисляя его до гипогалогенита, который затем реагирует с органическим субстратом. Галогенирование может происходить прямо в активном центре фермента, тогда галоген присоединяется в определённое место. Также возможно высвобождение гипогалогенита в окружающий раствор, где он будет неспецифично реагировать с различными соединениями.
По такому механизму происходит иодирование тиреоидных гормонов человека. Эту реакцию осуществляет гемсодержащая тиреопероксидаза.
Так же работают миелопероксидазы нейтрофилов и пероксидазы эозинофилов. Иммунные клетки используют их для того, чтобы генерировать гипогалогениты (НХО) для борьбы с патогенами. Эти вещества являются очень сильными окислителями, а также могут галогенировать различные соединения, что приводит к нарушению их работы. Возможно в том числе галогенирование нуклеиновых кислот, приводящее к возникновению мутаций.

## Ванадиевые галогенпероксидазы

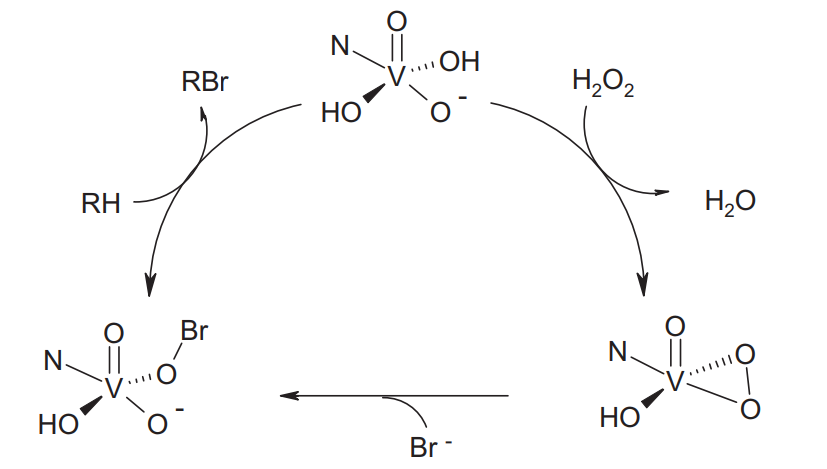
Каталитический механизм ванадиевой галогенпероксидазы. Источник:

Другие галопероксидазы содержат в качестве кофермента пятивалентный катион ванадия. При этом ванадий всегда находится в степени окисления +5, а не меняет её на протяжении каталитического цикла, как это обычно происходит с металлами в активном центре ферментов. Окисляется и восстанавливается в данном случае кислород. Активный центр представляет собой производное ванадата, соединённое с остатком гистидина. При взаимодействии с пероксидом водорода образуется пероксо-производное, которое затем связывает и окисляет ион галогена. После этого активный центр может галогенировать различные субстраты.